# Cédric Loupadière
Cédric Loupadière, né le 18 novembre 1988 au Blanc-Mesnil, est un joueur de handball français qui joue à US Ivry au poste d'ailier-gauche.
Depuis 2009, il est sélectionné en équipe de France junior.

## Biographie
En 2010, après quatre saisons au centre de formation de l'US Ivry, il signe son premier contrat professionnel de 3 saisons dans le club ivryen. S'il est sur la feuille de match de quasiment chaque rencontre d'Ivry et joue quelques matchs en coupe d'Europe, il dépasse à peine la moyenne d'un but par match,.
Au terme de son contrat, il rejoint en 2013 le Dijon Métropole Handball qui est relégué en Division 2 au terme de la saison 2013-2014. Quatre saisons plus tard, il signe au Billère Handball qui est relégué en Nationale 1 au terme de la saison 2017-2018. En 2019, il prend la direction d'un autre club de N1, le Torcy Marne-la-Vallée .

## Palmarès
- Finaliste Coupe de France en 2012.